# Santos Peak
Der Santos Peak ist ein rund 570 m hoher Berg an der Danco-Küste des Grahamlands auf der Antarktischen Halbinsel. Er ragt südlich der Murray-Insel auf.
Teilnehmer der Belgica-Expedition (1897–1899) unter der Leitung des belgischen Polarforschers Adrien de Gerlache de Gomery kartierten ihn. Das UK Antarctic Place-Names Committee benannte ihn 1960 nach dem in Frankreich tätigen brasilianischen Luftfahrtpionier Alberto Santos-Dumont (1873–1932).